# چارلز گرانویل بروس
چارلز گرانویل بروس (انگلیسی: Charles Granville Bruce; ۷ april ۱۸۶۶ – ۱۲ ژوئیه ۱۹۳۹ (۷۳ ساله)) فرد نظامی اهل بریتانیا بود. وی همچنین برندهٔ جوایزی همچون نشان حمام و نشان سلطنتی ویکتوریایی شده‌است.